# یواس‌اس دید (ای‌پی‌ای-۹۹)
یواس‌اس دید (ای‌پی‌ای-۹۹) (به انگلیسی: USS Dade (APA-99)) یک کشتی بود که طول آن ۴۹۲ فوت (۱۵۰ متر) بود. این کشتی در سال ۱۹۴۴ ساخته شد.